# Полиция штата Колима
Полиция штата Колима представлена Министерством общественной безопасности штата Колима, и является подразделением государственной администрации, отвечающим за обеспечение безопасности жителей штата Колима и прилегающих к нему муниципалитетов.
По данным на 2020 год, в полиции штата Колима наблюдается дефицит в количестве офицеров (всего 704 человека вместо рекомендованного минимума в 1304 человека), эффективность составляет всего 51%. Несмотря на эти цифры, полиции штата удалось арестовать 187 подозреваемых в убийствах, изъять 23 единицы длинноствольного и 62 единицы короткоствольного оружия; также было изъято 736031 песо, 2293 дозы синтетических наркотиков, 229 доз героина, 212 доз марихуаны, 123 дозы кокаина и 290 психотропных таблеток. 56,7% населения считают сотрудников полиции штата надёжными.
30 мая 2020 года десять сотрудников полиции штата и двое гражданских лиц были похищены после поездки в муниципалитет Ла-Уэрта (штат Халиско). Днём позже двое гражданских лиц и три женщины-полицейских были освобождены в муниципалитете Куаутитлан-де-Гарсия-Барраган в штате Халиско. Похищенные не пострадали и не знают личности похитителей и местонахождения других офицеров. 2 июня в 2020 году в Мансанильо, штат Колима, в фургоне были обнаружены тела семи убитых полицейских. Министр государственной безопасности Колимы Энрике Альберто Санмигель объявил о своей отставке после похищения и убийства семи офицеров, утверждая, что покидает свой пост с намерением не препятствовать расследованию.
С октября 2020 года в Министерстве общественной безопасности штата Колима существует специализированное подразделение по борьбе с насилием в семье.